# من شراب می‌نوشم
من شراب می‌نوشم (انگلیسی: I Drink Wine) آهنگی از خواننده انگلیسی ادل از چهارمین آلبوم استودیویی او ۳۰ (۲۰۲۱) است. ادل این آهنگ را به همراه تهیه‌کننده اش گِرگ کورستین نوشت. این آهنگ به عنوان هفتمین آهنگ آلبوم در ۱۹ نوامبر ۲۰۲۱، زمانی که توسط کلمبیا رکوردز منتشر شد، منتشر شد. این ترانه با تأثیرات انجیلی است که یادآور موسیقی کلیسا است و پیانو و یک ارگ را در سازهای خود گنجانده است. این ترانه در مورد رها شدن است و به طلاق ادل از سایمون کونکی می‌پردازد و شامل درک دشواری در مورد شرایط ازدواج و زندگی اوست.
«من شراب می‌نوشم» عموماً نقدهای مثبتی از سوی منتقدان موسیقی دریافت کرد که برخی از منقدان آن را یکی از بهترین آهنگ‌های ادل و یکی از برجسته‌ترین آهنگ‌های حرفه‌ای ادل برشمردند. این ترانه در بریتانیا، ایرلند، نیوزلند، استرالیا، کانادا و سوئد به جمع ۱۰ رتبه برتر رسید و در کشورهای مختلف دیگر رتبه خوبی آورد. جو تالبوت موزیک ویدیو "من شراب می‌نوشم" را کارگردانی کرد که ادل را در حال شناور شدن در رودخانه و در حال کاوش در جنگل در حالی که یک لیوان شراب می‌نوشید به تصویر می‌کشد. ادل این آهنگ را برای برنامه‌های ویژه تلویزیونی خود و در مراسم بریت اواردز ۲۰۲۲ اجرا کرد که با استقبال مثبت روبرو شد. علاوه بر این، «من شراب می‌نوشم» در ۴ نوامبر ۲۰۲۲ به عنوان سومین تک‌آهنگ آلبوم در پخش رادیویی ایتالیا با استقبال روبه‌رو شد.

## بخش ابتدایی ترانه
How can one become so bounded

By choices that somebody else makes?

How come we've both become a version

Of a person we don't even like?

چطور ممکن است یک نفر اینقدر محدود شود

با انتخاب‌هایی که شخص دیگری انجام می‌دهد؟

چطور ما هر دو تبدیل به یک نسخه شده‌ایم

از کسی که حتی دوستش نداریم؟